# 夏草が邪魔をする
『夏草が邪魔をする』は、ヨルシカの1stミニアルバム。2017年6月28日にU&R recordsより発売された。

## 概要
ヨルシカとしての初作品にして、初の全国流通盤。
アルバム発売から4年後の2021年7月27日に、収録曲「言って。」のミュージックビデオの再生回数が1億回を突破した。撮影・アートディレクションはロゴデザインも担当したデザイナーの久保木香。
「靴の花火」は2023年4月5日発売の画集「幻燈」でセルフカバーされている。

## チャート成績
オリコン2017年7月10日付の週間ランキングで最高32位を記録
。

## 収録曲
| 全作詞・作曲・編曲: n-buna。 |                        |        |            |      |
| #                            | タイトル               | 作詞   | 作曲・編曲 | 時間 |
| 1.                           | 「夏陰、ピアノを弾く」 | n-buna | n-buna     | 1:34 |
| 2.                           | 「カトレア」           | n-buna | n-buna     | 3:08 |
| 3.                           | 「言って。」           | n-buna | n-buna     | 4:02 |
| 4.                           | 「あの夏に咲け」       | n-buna | n-buna     | 4:18 |
| 5.                           | 「飛行」               | n-buna | n-buna     | 1:30 |
| 6.                           | 「靴の花火」           | n-buna | n-buna     | 5:03 |
| 7.                           | 「雲と幽霊」           | n-buna | n-buna     | 5:15 |
| 合計時間:                    | 合計時間:              | 24:50  |            |      |

- 1、5曲目がインストゥルメンタル楽曲。

## 店舗特典
- Amazon限定特典：オリジナルステッカー

- タワーレコード限定特典：オリジナル缶バッジ

- ヴィレッジヴァンガード限定特典：オルゴールCD

### ヴィレッジヴァンガード特典
| ヴィレッジヴァンガード特典 | 収録曲                                                                               |
| -------------------------- | ------------------------------------------------------------------------------------ |
| 全3曲                      | 1. 言って。 オルゴールver. 2. あの夏に咲け オルゴールver. 3. 靴の花火 オルゴールver. |

2021年1月にリリースされるEP『創作』の発売を記念して、2020年12月22日～2月28日までに、HMVで過去のアルバムを購入すると各アルバムの『ジャケット絵柄ステッカー（5cm×5cm）』が特典として付属した。